# دانيال لوفيتز
دانيال لوفيتز (بالإنجليزية: Daniel Lovitz)‏ (27 أغسطس 1991 في الولايات المتحدة - ) هو لاعب كرة قدم أمريكي في مركز الوسط. لعب مع إمباكت مونتريال ونادي تورونتو وWilmington Hammerheads FC ‏ وSalem City FC ‏.

## روابط خارجية
- دانيال لوفيتز على موقع الدوري الأمريكي (الإنجليزية)
- دانيال لوفيتز على موقع قاعدة بيانات كرة القدم.إي يو (الإنجليزية)
- دانيال لوفيتز على موقع ناشيونال فوتبول تيمز (الإنجليزية)
- دانيال لوفيتز على موقع Soccerbase.com (لاعب) (الإنجليزية)
- دانيال لوفيتز على موقع Soccerway.com (الإنجليزية)
- دانيال لوفيتز على موقع عالم كرة القدم.نت (الإنجليزية)
- دانيال لوفيتز على موقع AS.com (الإسبانية)